# Tiszahegyes
Tiszahegyes/Hegyes/Igyos (szerbül Иђош / Iđoš) település a Szerb Köztársaság Vajdaság Autonóm Tartományának Észak-bánsági körzetében, Nagykikinda községi részében.

## Fekvése
Nagykikinda városától nyugatra, a város és Szaján közt található település. (Nagykikinda városától 13,4; Szajántól 3,9; Temesvártól 91,9 km-re fekszik.)

## Története

### Tiszahegyes
A település egykor a mai Tiszahegyestől keletre – a Gradisty nevű helyen – volt, és Hegyesegyháznak nevezték.
A faluról 1339-ből, Károly Róbert király idejéből maradt fenn az első írásos adat. Ekkor a király parancsára a csanádi káptalan megújította a terület határait, és ismételten beiktatta arra régi birtokosát, Miklós fia Bálintot.
A 15. század közepén már a berekszói Hagymási család volt a birtokos, majd 1458-ban Hunyadi Mátyás horogszegi Szilágyi Mihálynak, nagybátyjának, adományozta a falut. Szilágyi halála után (1460) Kinizsi Pál, 1478-től temesi főispán királyi adományba kapta a földeket, aki a településen kastélyt is építtetett. 1489-ben Kinizsi eladta a kastélyt és a falut, valamint a hozzá tartozó Hollós-pusztát Haraszthi Ferencnek és feleségének.
A Mohácsi csata után, 1529-ben Bali bég rablóhadjárata alatt a kastély elpusztult, a falut azonban a beregszói Hagymási család ismét megszerezte, és az az övék volt egészen 1561-ig, ekkor I. Ferdinánd – hűtlenség miatt – a Hagymásiak itteni birtokait Kerecsényi László gyulai kapitánynak adományozta.
Hegyesegyház a 17. század közepén is lakott hely maradt, 1647-ben Erdélyi István balassagyarmati kapitány birtoka volt.
A török hódoltság alatt a falu végig Hegyesegyház közelében volt, és Idiosnak is nevezték. Lakosai ekkor délről, a török elől északabbra menekülő szerbek voltak.  Ám a török hódoltság alatt még kevés szerb lakott a Bánátban. 
1660-as évek nagy tatárdúlása alkalmával, a felégetett Szaján lakosait fogadta be a szerbek lakta falu. 

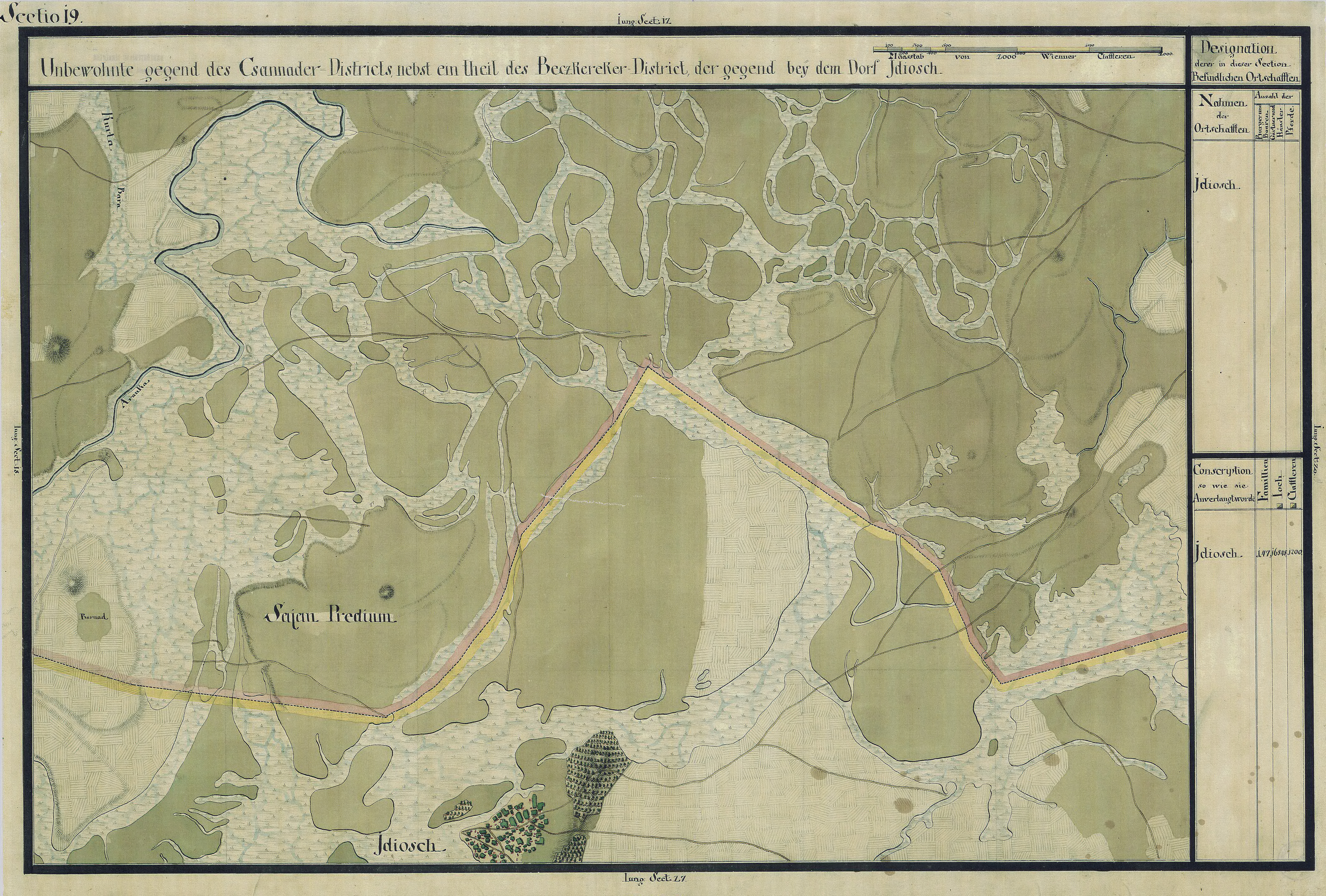
Tiszahegyes egy régi térképen

A szerb lakosság a törökök kiűzése után (Pozsareváci béke, 1718. július 21.) is a településen maradt.
1717-ben a települést, 30 házzal, besorolták a nagybecskereki kerületbe. Ám a folyton zaklatott lakosok 1720-ban  elhagyták a falut, és a temesvári igazgatóság nehezen tudta őket ismét összeszedni, s a faluba visszatelepíteni.
1738 őszén a lakosság között pestis pusztított, és a környéken portyázó rablók is veszélyeztették életüket. Ezért 1739-ben, a falu védelmére, a Ghillányi János (1686–1752) ezredes, lovassági tábornok huszárezredének egy osztagát helyezték ide.
1751-ben a falut a marosi szerb katonai határőrvidék katonasága részére letelepülési helynek jelölték.
1781-ben „szabad föld- és kopár területek” közé sorolva eladásra kínált királyi (állami) tulajdonú területként tartották nyilván a falu földjét. 
1798-ban a Bars vármegyei Tajnay családból Tajnay Antal és János testvérek – Szajánnal együtt – megvásárolták a község földterületét. Már mint földbirtokosok, Szeged környékéről telepeseket hoztak a vidékre (1805/1806). Rövid időn belül virágzó gazdaságot teremtettek birtokukon. A 18. század végétől, a nyugatabbra húzódott falut már Tiszahegyesnek nevezték. 

„Hegyes, rácz falu, Torontál vmegyében, ut. p. Kikindához nyugotra 1 1/2 órányira: 108 kath., 2594 n. e. óhitü lak., óh. anyatemplommal. 133 6/8 egész jobbágytelekkel. Határa igen termékeny; legelője, rétje szerfeletti bőséggel. Van itt az uraságnak nagy fontosságu gazdasága, szép épületjei, híres ménese, gulyája s a t. Az itt készitetni szokott sajt jóságáról nevezetes. F. u. Tajnay János.” 

1838-ban a Tajnay család tagjának, ifj. tajnai és tiszahegyesi Tajnay János Bars vármegye és Csongrád vármegye főispánjának birtoka országosan ismert volt, ám az ifj. Tajnay halála után (1840) – a szajáni birtokkal együtt – örökösödéssel a felvidéki Révay család tulajdona lett a falu is.

„Hegyes. Rátz, és oláh falu Torontal Várm. földes Ura Tajnai Uraság, lakosai ó hitűek, fekszik Nagy Kikindához, és Padéhoz is közel, határja 4 nyomásra van osztva, földgye jó, legelője ejég, sok marhákat tartanak lakosai, erdejek nints, de nádgyok, és gyékénnyek elég van, szőlejek is van, piatzok Török Becsén.” 

1838 – Szajánból magyarok telepedtek a faluba.   

1849 januárjában a (szerb többségű) falu befogadta a harcokban elpusztult Szaján magyar lakosainak egy részét, és ők ott éltek addig, amíg az újjáépült falujukba vissza nem térhettek. 
A 19. század második felében

„A szajániak térben és emberi kapcsolatokban legközelebb a tiszahegyesiekhez álltak... A szegényparaszt legények Tiszahegyesre mentek béresnek… Parasztgazdaságokban nyáron a részesaratás és -cséplés, május elejétől betakarításig a kapálási napszám, kukoricatörés adott munkaalkalmat... [Tiszahegyesen] jobb földek vannak, mint Szaján határában, ezért sokan a hegyesi szerb gazdáktól béreltek kukoricának való földet. Oda jártak piacra és a malomba őrletni. A tiszahegyesi lányok, fiatalasszonyok viszont a szajáni kamillaszárítóban vállaltak munkát. Szaján magyar és Tiszahegyes szerb lakói ismerték egymást, tisztelték a másik szokásait és bizonyos mértékig egymásra voltak utalva. Az utóbbi évtizedekben a törekvő szajániak sok földet vásároltak Tiszahegyes határában azoktól a szerb családoktól, amelyek már nem a földművelésre alapozzák megélhetésüket.” 
A község a trianoni békeszerződés (1920. június 4.) előtt a magyarországi Torontál vármegye Nagykikindai járásához tartozott.
1920. június 4. és 1941. április 17. között a Szerb–Horvát–Szlovén Királyság, majd a Jugoszláv Királyság községe.

„II. Rész – Magyarország határai
 27. Cikk. Magyarország határai következőképen állapíttatnak meg (lásd a csatolt térképet):...
 2. A Szerb-Horvát-Szlovén-Állammal:...” 

1941. április 17-től 1944 végéig – a náci német csapatoknak az országrészből történő kiűzéséig – formálisan a fasiszta szerb bábállam részeként, a németek által megszállt nyugat-bánáti terület települése.
Az újjászerveződő és a megalakult Jugoszlávia (Jugoszláv Szövetségi Népköztársaság illetve Jugoszláv Szocialista Szövetségi Köztársaság) Szerbia Szocialista Népköztársasága/Szövetségi Köztársasága Vajdaság Autonóm Tartomány települése. (1945/46 –1992)

### Halászmorotva
A Tiszahegyeshez tartozó Morotva-puszta helyén a középkorban a Morotva nevű falu feküdt. A település neve – az apátság ősi birtokaként – olvasható II. András 1211-es, a tihanyi apátságot birtokaiban (Bodrog és Csanád vármegye)  megerősítő oklevélében is. Az oklevél szerint a faluban az apátság halászai laktak.  
A Morotva falu szomszédságában fekvő Halászfalu eredetileg a Csanád nemzetség birtokai közé tartozott. Később, a Csanád nemzetség egyik tagja a tihanyi apátságtól megszerezte Morotva falut és összekapcsolta Halászfaluval, 1285-ben a település neve már Halászmorotva volt. 1321-ben Károly Róbert a kun származású Kór nemzetségbeli Kondam ispánnak adományozta, s annak György nevű fia kérelmére I. Lajos 1350-ben minden országos bíróság hatásköre alól kivette a falut.  A Csanád nemzetségbeli Telegdyek később visszaszerezték itteni birtokukat, és arra Telegdy István új adománylevelet kapott.
A falu a török hódoltság alatt elpusztult. A 17. században, egy időre szerb pásztorok telepedtek le itt, de a település még 1717-ben is csak hat házból állt, lakosai lassanként elszéledtek. 1723-ban pusztaként említették a falut. – Morotva nevű lakott település közel volt ahhoz a helyhez ahol az Aranka (Harangod) a Morotva tóba ömlik/ömlött. A 19. század elejéig létező falunak jelentős számú magyar lakosa lehetett. Az 1832 körül szétvert Morotva magyar lakói elsősorban Padéba (Magyarpadé) költöztek. – Torontál vármegye 1800-as, illetve 1912-es térképén Padé és Bocsár (település) között, Tiszahegyestől délnyugatra jelölik Morotva, illetve Morotva-puszta települést. Sem Fényes Elek geográfiai szótára, sem Vályi András ország-leírása nem említi meg a települést. A 19. század közepén Kálmány Lajos gyűjtésében jelentős számú magyar népköltészeti alkotást tudott lejegyezni Morotváról. 

### Solt, Füzesfalu, Vámoshalom
A középkorban Solt, Füzesfalu és Vámoshalom települések ugyancsak Morotva-puszta határában, Halászmorotva falu közelében voltak.
Solt falu is a Csanád nemzetség ősi birtokának ismert. Ám 1447-ben már Dánfi László birtoka volt, aki Nagymihályi Lászlónak zálogba adta azt, majd a birtokrészt Muronyi Kónya Demeter szerezte meg. 1479-ben Muronyi Kónya Demeter özvegye a budai káptalannak adományozta a települést. – A török hódoltság alatt a falu magyar lakosai helyébe szerbek telepedtek, akik a falu nevét Szutára változtatták. – 1647-ben, és 1700-ban még lakott helyként említették, de többé nem szerepelt az oklevelekben.
Füzesfalut 1561-ben I. Ferdinánd király Kerecsényi Lászlónak adományozta.
Vámhalom falu az 1405–1442. években Becse várával kapcsolatban fordult elő. 1462-ben Temes vármegye, de inkább a régi Torontál vármegye települése volt. 

## Népesség

### Demográfiai változások
| 1948 | 1953 | 1961 | 1971 | 1981 | 1991 | 2002 | 2011 |
| ---- | ---- | ---- | ---- | ---- | ---- | ---- | ---- |
| 3034 | 3064 | 2857 | 2540 | 2338 | 2263 | 2174 | 1822 |

## Nevezetességek
- Görögkeleti (ortodox) temploma – 1787-ben épült [2]